# Station Voerendaal
Station Voerendaal is het spoorwegstation van het Zuid-Limburgse Voerendaal. Het station ligt aan de op 1 maart 1915 geopende lijn Schin op Geul - Heerlen.
Het stationsgebouw is in 1913 gebouwd door architect George van Heukelom. Hij was ook verantwoordelijk voor de bouw van het station Klimmen-Ransdaal, dat er op de breedte en het ontbreken van de linkervleugel na hetzelfde uitziet. Het gebouw is rijksmonument en biedt onderdak aan een administratiekantoor en een praktijk voor persoonlijke begeleiding en Marcos-therapie. Op de bovenverdieping is een communicatiebureau gevestigd. Bij het station zijn een kaartautomaat, een OV-chipkaartoplaadpunt, in- en uitcheckpalen voor Arriva, parkeerplaatsen voor auto's en een onbewaakte fietsenstalling voor fietsen en bromfietsen en fietskluizen te vinden.
Tijdens twee branden begin maart 2012 werd het gebouw zwaar beschadigd. De beschadigingen zijn hersteld en tevens is het stationsgebouw weer in de oude staat teruggebracht.

## Treinverbindingen
De volgende treinserie stopt in de dienstregeling 2025 te Voerendaal:
| Serie       | Treinsoort         | Route | Bijzonderheden |
| ----------- | ------------------ | --- | -------------- |
| 32000 RS 18 | Stoptrein (Arriva) | Maastricht Randwyck – Maastricht – Voerendaal – Heerlen – Landgraaf – Eygelshoven – Chevremont – Kerkrade Centrum |                |

Na middernacht rijden de laatste twee treinen richting Kerkrade Centrum niet verder dan Heerlen.

## Afbeeldingen

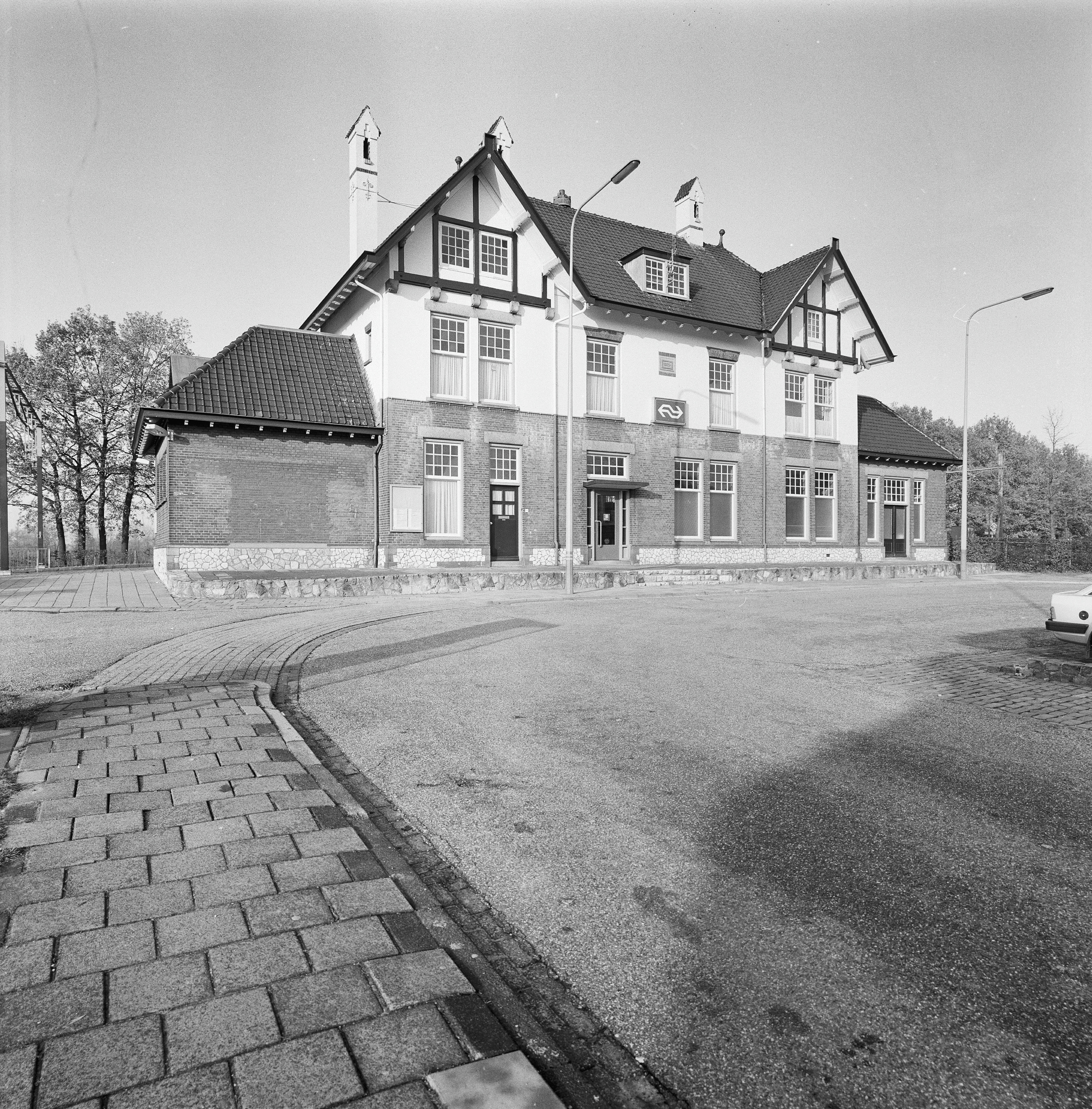
Station in 1991
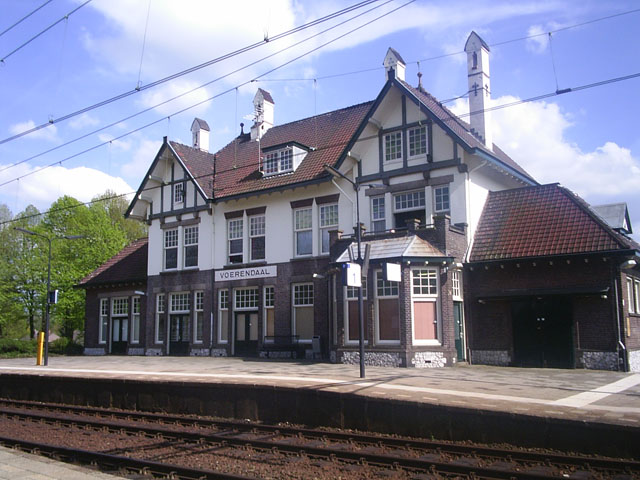
Station Voerendaal, perronzijde
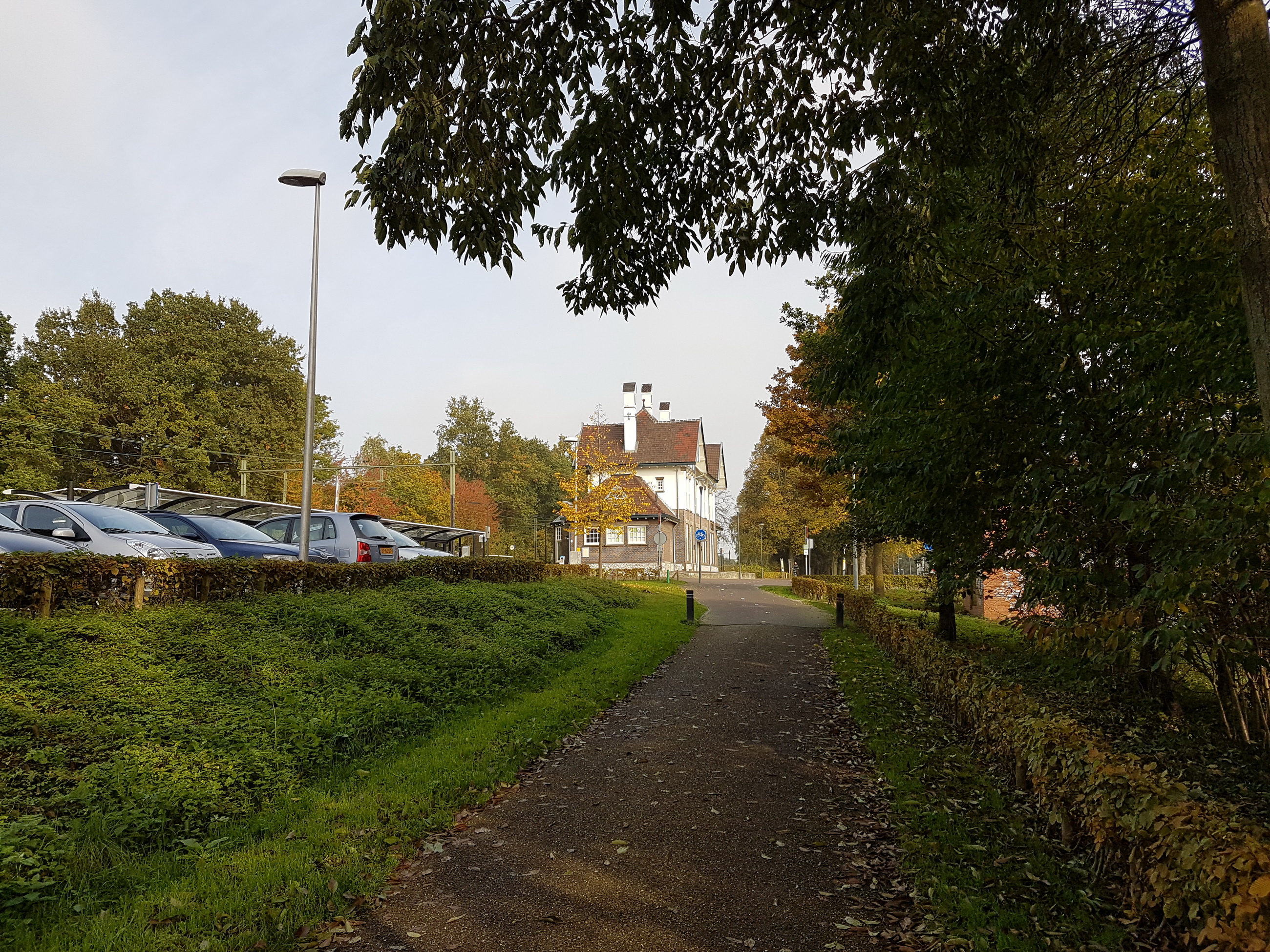
Het station in de herfst
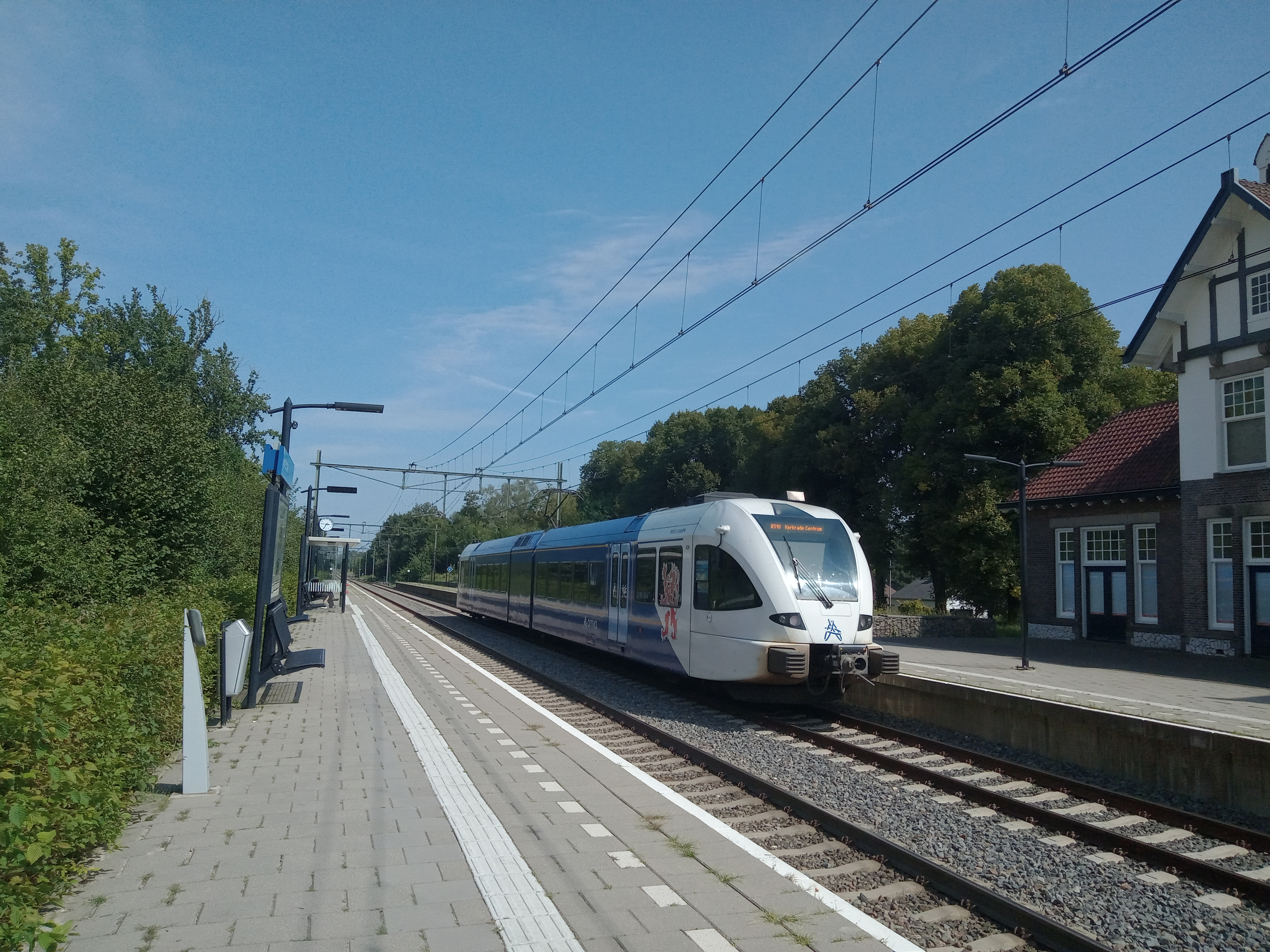
Arriva GTW op het station
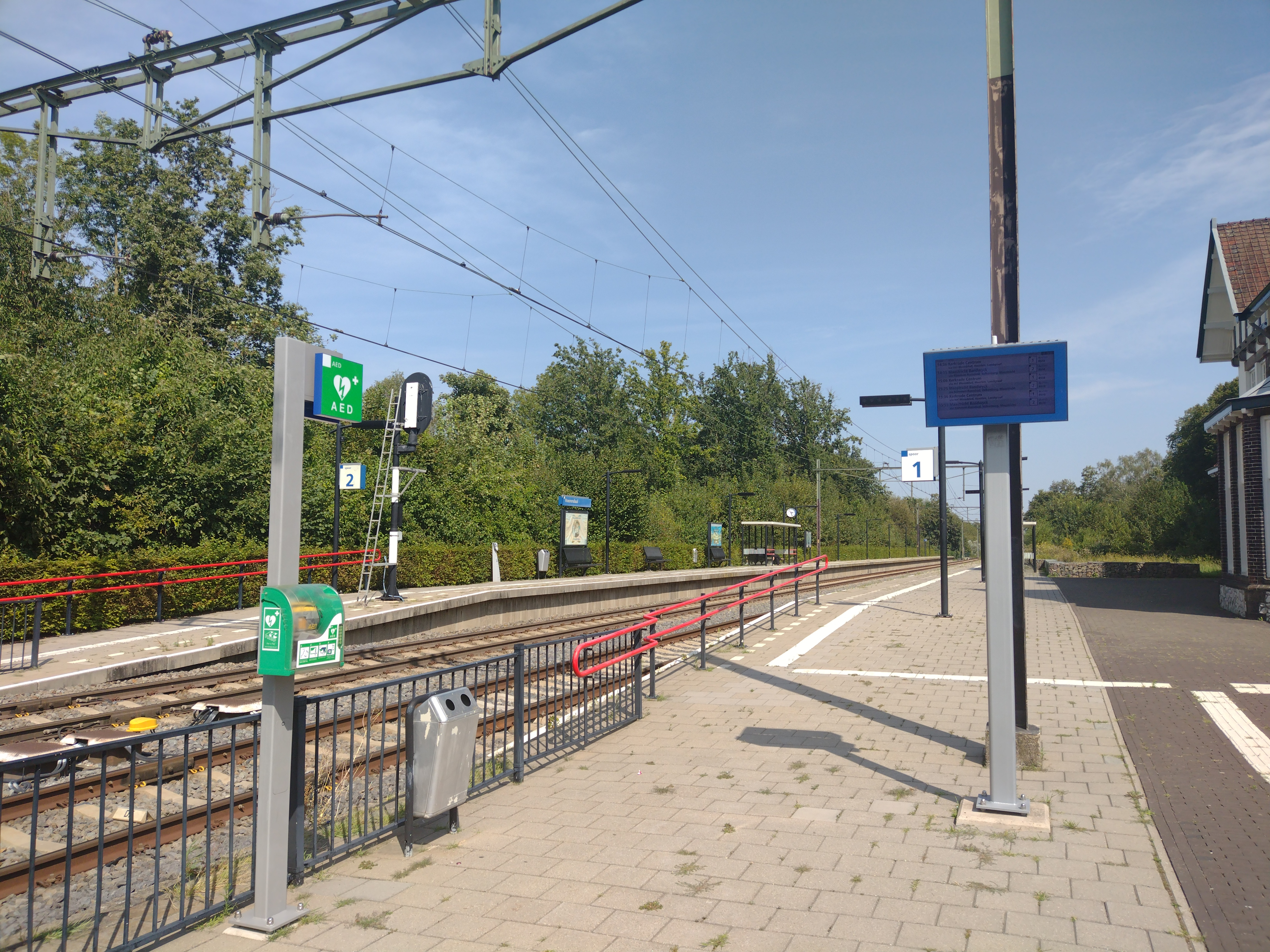
Perrons
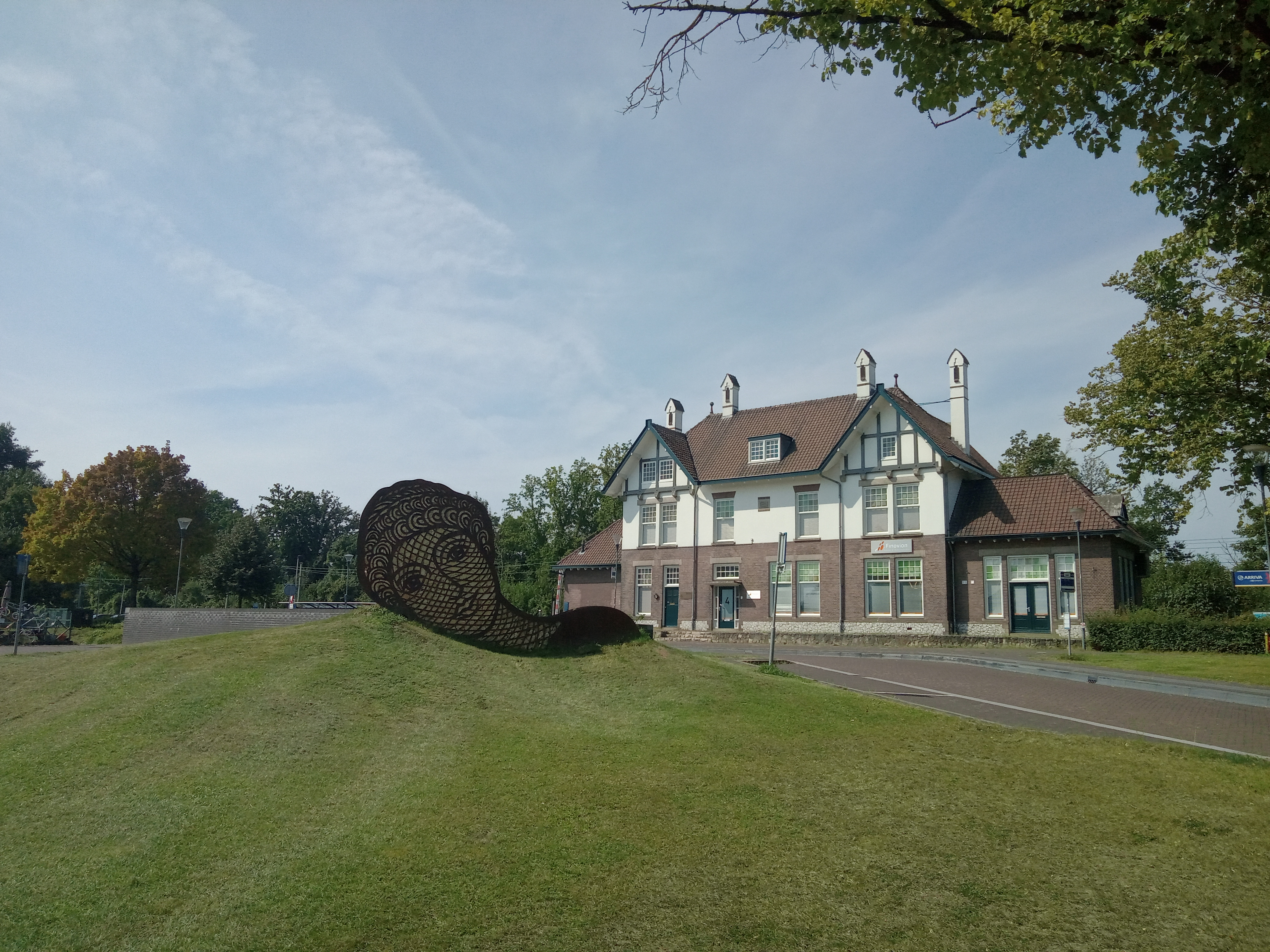
Het station in 2024

0: Heerlen ·
Heerlen Woonboulevard ·
2: Voerendaal ·
6: Klimmen-Ransdaal ·
8: Schin op Geul
Beek-Elsloo ·
Blerick · 
Bunde · 
Chevremont · 
Echt ·
Eijsden ·
Eygelshoven ·
-Markt · 
Geleen:
-Lutterade · 
-Oost · 
Heerlen ·
-Woonboulevard ·
Hoensbroek · 
Horst-Sevenum · 
Houthem-Sint Gerlach · 
Kerkrade Centrum ·
Klimmen-Ransdaal · 
Landgraaf · 
Maastricht ·
-Noord · 
-Randwyck · 
Meerssen ·
Mook-Molenhoek ·
Nuth · 
Reuver · 
Roermond ·
Schin op Geul · 
Schinnen · 
Sittard · 
Spaubeek · 
Susteren · 
Swalmen · 
Tegelen · 
Valkenburg · 
Venlo · 
Venray ·
Voerendaal · 
Weert
Voormalige stations: zie de lijst van voormalige spoorwegstations in Limburg (Nederland)